# Thoracosaurus
Genre
Espèces de rang inférieur
- † T. neocesariensis (de Kay, 1842)
- † T. isorhynchus (Pomel, 1847)

Thoracosaurus est un genre aujourd'hui éteint de crocodiliens
Gavialoidea qui a vécu à la fin du Crétacé supérieur (Maastrichtien) et au Paléocène.

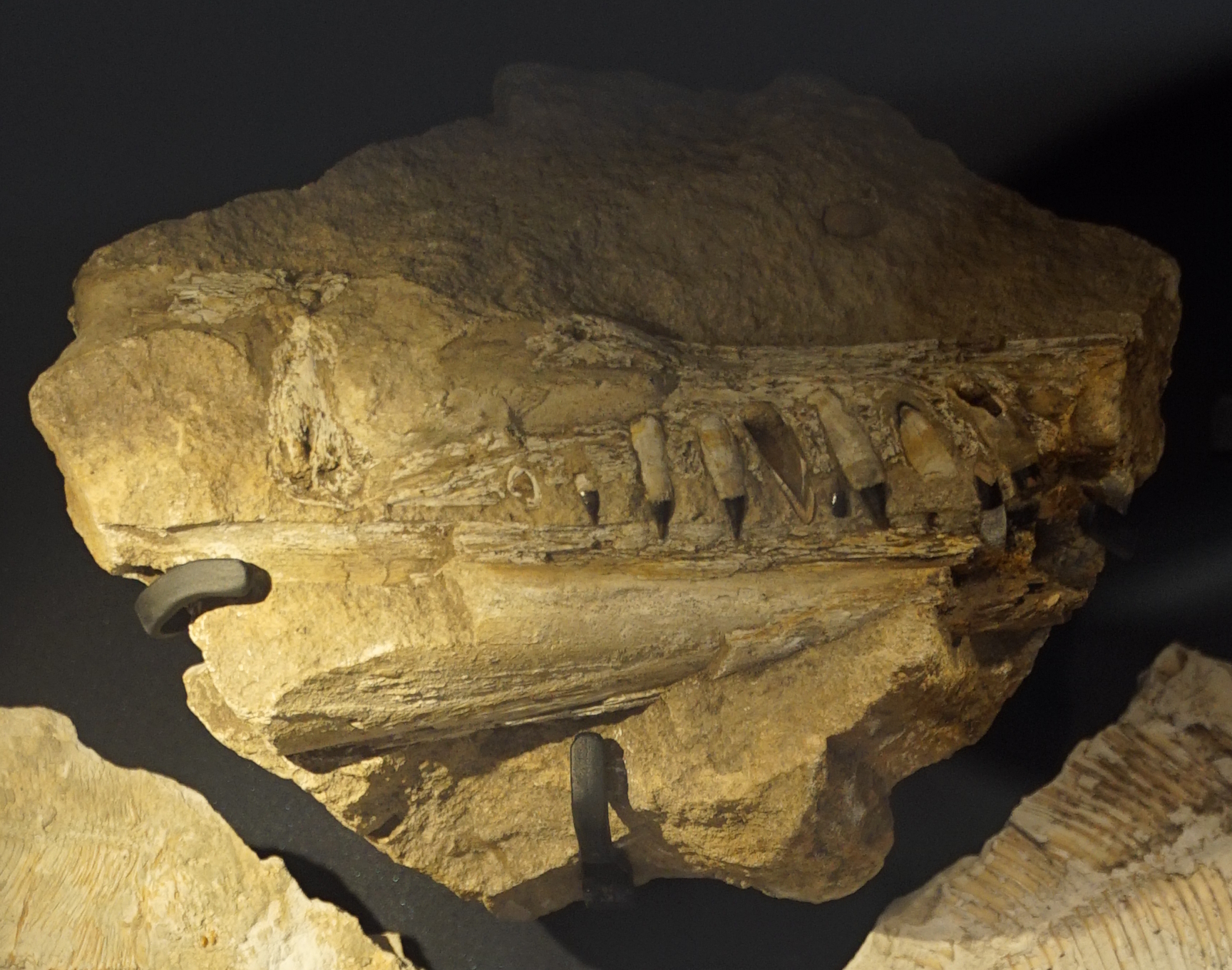
Trouvé à Vertus, exposé au Musée du vin de Champagne et d'Archéologie régionale

Il contient les espèces T. neocesariensis trouvée en Amérique du Nord et T. isorhynchus trouvée en Europe (T. macrorhynchus est un synonyme plus récent de T. isorhynchus). Un certain nombre d'autres espèces ont été rapportées à ce genre, mais la plupart sont douteuses.